# Cerotainia bolivarii
Cerotainia bolivarii là một loài ruồi trong họ Asilidae. Cerotainia bolivarii được Kaletta miêu tả năm 1986. Loài này phân bố ở vùng Tân nhiệt đới.